# Въоръжени сили на Руската федерация
Въоръжените сили на Руската федерация (на руски: Вооружё́нные си́лы Росси́йской Федерации) са организацията, натоварена чрез Конституцията с отбраната на суверенитета и териториалната цялост на Русия.
Образувана е след разпадането на Съветския съюз. На 7 май 1992 г. първият руски президент Борис Елцин издава указ, с който образува руското Министерство на отбраната и трансформира всички съветски военни части на територията на Руската СФСР във Въоръжени сили на Руската федерация.. Въпреки че е сформирана през 1992, руската армия, на практика, съществува още от началото на 10 – 11 век. Главнокомандващ на руската армия е президентът на Русия. Руските въоръжени сили имат обща численост 1 130 000 души, на пето място в света. Според изследване на МИСИ (Международен институт за стратегически изследвания) за 2010, руската армия има бюджет от приблизително 72 милиарда долара, на 3-то място в света. Русия е една от малкото страни, имаща собствена военна индустрия, както и собствено развитие на военни технологии.

## История
Въоръжените сили на Руската федерация са сформирани след отделянето на Русия от СССР и формалния му разпад в края на 1991. Руснаците наследяват почти цялото оборудване на бившата Червена армия. Руското министерство на отбраната е сформирано с декрет на Борис Елцин на 7 януари 1992, и всички войски на територията на РСФСР преминават под негов контрол. До края на 90-те руските войски страдат от недостиг на средства за поддръжка, остаряло оборудване и деморализиращите побоища от страна на по-старите войници в някои военни части (т.нар. дядовщина). Към началото на 2009 руската армия стартира амбициозен план за модернизация, подкрепен с огромно финансиране. Заздравеният военно-индустриален комплекс позволява разработката на високо-технологични технологии и техника. Най-скорошен конфликт, в който са участвали руски военни части, е Руско-грузинската война през 2008 година.

### Първа чеченска война
Първата чеченска война избухва малко след разпада на СССР през 1991. Чечня, тогава ръководена като република от Джохар Дудаев, едностранно обявява своята независимост от Русия под името „Чеченска република Ичкерия“. Последвалата война за връщане на републиката под контрола на Москва води до хиляди жертви и масивни разрушения. Икономическата ситуация в Русия се отразява на въоръжените сили. Те са изключително деморализирани, а поради икономическата ситуация в държавата, техниката е неподдържана и стара. Руската армия е неспособна да води сражения в градска среда и в резултат дава големи жертви срещу решените чеченски бойци. След кървави сражения, руските войски се изтеглят и Чеченска република Ичкерия де факто става независима. Вследствие на войната следва вълна от ислямистки терористични нападения из цяла Русия и терор над руските граждани на територията на самопровъзгласилата се република.

### Втора чеченска война
Втората чеченска война, позната и като севернокавказката война, започва след като ислямистката групировка Международна ислямска бригада окупира съседната руска република Дагестан, за да подпомогне нейната сепаратистка групировка Ислямска Шура на Дагестан. Руската армия успява да си върне контрола над Дагестан, и впоследствие организира контраофанзива срещу Чеченска република Ичкерия. Този път подготвена, в подобрено техническо състояние и взела поука от първата война руската армия прегазва чеченската съпротива в серия от сблъсъци и интензивни бомбардировки. През зимата руснаците започват обсадата на Грозни, която продължава до февруари следващата година. Градът е буквално заличен, в резултат на интензивните бомбардировки. Руснаците разчитат предимно на БМ-21 Град, ракети Скът и Точка.Впоследствие руснаците си връщат контрола над самопровъзгласилата се република. Същинските бойни действия във Втората чеченска война продължават от 1999 до 2000 година. В последвалата партизанска война между 2000 и 2004 на страната на чеченците се включват ислямисти от цял свят, но руската армия успява да ги елиминира. Лидерите на чеченското сепаратистко движение Шамил Басаев и Аслан Масхадов са ликвидирани, но откъслечното насилие в региона продължава. В периода до 2011 руската армия е унищожила военния потенциал на чеченските сепаратисти, а Грозни претърпява мащабно и бързо застрояване. Въпреки това, насилието, дори и значително намаляло, просъществува известно време след това. Експлозиите от скрити бомби и престрелките със служители на руските федералните служби, преобладава несъществено до 2013/14 година.

### Руско-грузинска война
Руско-грузинската война през есента на 2008 идва в резултат на усложнена международна обстановка (най-вече изключително спорната независимост на Косово) и дълбоки противоречия в политиката на Русия и Грузия относно самопровъзгласилите се държави Абхазия и Южна Осетия. Двете отцепнически републики се намират на територията на по-малката страна. Месеци преди началото на конфликта руската армия провежда учения в Кавказ, а Грузия се превъоръжава и купува военно оборудване от Украйна, Чехия и други страни. Русия е твърдо против приемането на Грузия и Украйна в НАТО, защото според нея това е сериозна стратегическа заплаха за интересите ?. Още преди войната Абхазия и Южна Осетия са извън контрола на Тбилиси, и развиват усилена търговия с руски компании. Напрежението в региона достига своя връх в началото на август, когато започват престрелки между грузински военни части от една страна, и осетински и абхазки от друга, а двете републики обявяват официално независимост. На 5 август грузинският президент Михаил Саакашвили в телевизионно обръщение обявява, че ще върне Абхазия и Южна Осетия под грузински контрол чрез сила. В деня на откриването на Олимпийските игри в Пекин Грузия започва офанзива срещу републиките, нарушавайки специалното споразумение за ненападение на автономните региони, подписано с Русия през 1992. След няколкочасов артилерийски обстрел, грузинската армия настъпва и бързо завзема тези територии. В резултат на артилерийския обстрел от страна на Грузия са убити няколко руски военни, служещи в мироопазваща войска. Още същия ден руската армия отвръща на агресията на страната на Абхазия и Южна Осетия, а на следващия вече настъпва директно в грузинска територия. Тежко въоръжената 58-а армия води активни сражения с грузинските военни части, и напълно унищожава две вражески бригади. Руските ВВС нанасят интензивни въздушни удари по военни обекти и пристанища в Грузия, но част от тях са неточни и предизвикват цивилни жертви. Руският Черноморски флот потапя почти всички грузински кораби и прави морска блокада. В хода на бойните действия Русия губи 48 военнослужещи, а Грузия – между 144 и 3144 души. Преди войната Грузия активно купува западна екипировка и техника. В период от 5 години грузинската армия е обучавана от Западни военни специалисти. В първите сблъсъци грузинците са прегазени от добре обучената и опитна 58-а армия. В резултат на това, грузинската армия бързо губи решителността си и в следващите сблъсъци тя бяга панически, изоставяйки всякаква бойна техника и екипировка. Руската армия пленява различни видове оборудване, сред които чешки артилерийски и радарни установки, американски джипове Хъмви със сложна комуникационна апаратура, танкове Т-72, модернизирани от Грузия със западни технологии, и други.

### Руско-украинска война
Нападението на Русия над Украйна e пълномащабна военна инвазия, инициирана в ранните часове на 24 февруари 2022 г. от страна на Русия над нейния югозападен съсед Украйна.
Сравнявано с нападението на Нацистка Германия над Полша от 1939 година.
Кампанията започва след продължително струпване на руски военни части около границата с Украйна, руското признаване за независими на сепаратистките Донецка народна република и Луганска народна република в дните преди нападението, последвано от навлизането на руските въоръжени сили в района на Донбас в Източна Украйна на 21 февруари 2022 г. В седмиците преди началото на войната руският президент Владимир Путин поставя редица ултимативни искания пред НАТО и Украйна, по които се водят преговори, като до последния момент твърди, че нападение няма да има.
Около 06:00 ч. московско време (UTC+3) президентът Путин обявява „военна операция“, имаща за цел – по негови думи – да „демилитаризира и денацифицира“ Украйна. Минути по-късно започват ракетни удари по места в цялата страна, включително близо до столицата Киев. Украинската гранична служба заявява, че границите ѝ с Русия и Беларус са били атакувани.
Нападението над Украйна е определяно като най-сериозната военна обстановка в Европа след края на Втората световна война

## Организация

### Обща организация
Въоръжените сили на Руската федерация са организирани в три вида въоръжени сили, два самостоятелни рода войски и специалните войски, обединяващи подразделения за бойна поддръжка и тилово осигуряване:
- Видове въоръжени сили
  - Сухопътни войски
    - Мотострелкови войски (съответстват на механизираните войски в други държави)
    - Танкови войски
    - Ракетни войски и артилерия
    - Войски за ПВО на Сухопътните войски (осигуряват ПВО на СВ, ПВО на страната се осигурява от ВКС)
    - Специални войски и служби (сили за бойна и тилова поддръжка)
    - (Армейска авиация, след прехвърлянето ѝ в състава на ВВС се разглеждат планове за връщането ѝ в състава на СВ, но без конкретни срокове за това)

  - Военноморски флот, включва родовете войски
    - Подводни сили
    - Надводни сили
    - Морска авиация
    - Брегови войски (включват Морската пехота и Бреговите ракетно-артилерийски войски)
    - Спецназ ВМФ (диверсионно-разузнавателни подразделения)

  - Въздушно-космическии сили
    - Военновъздушни сили, включват родовете войски:
      - Далечна авиация (стратегическа бомбардировъчна авиация)
      - Фронтова авиация (изтребителна, изтребително-бомбардировъчна, щурмова и разузнавателна авиация)
      - Армейска авиация (вертолетна авиация за поддръжка на Сухопътните войски)
      - Военнотранспортна авиация (стратегически и тактически авиотранспорт, дозареждане с гориво във въздуха)
      - Специална авиация (ДРЛОиУ, РТР, ВИП транспорт, авиомедицинска евакуация)
      - Зенитноракетни войски (ПВО на страната)
      - Радиотехнически войски (радиотехническо наблюдение на въздушното пространство)

    - Войски за противовъздушна и противоракетна отбрана
    - Космически войски
- Самостоятелни родове войски
  - Ракетни войски със стратегическо предназначение,
  - Въздушно-десантни войски
- Специални войски
  - Войски за радиоелектронна борба (РЕБ);
  - Войски за радиационна, химическа и биологическа защита (РХБЗ);
  - Инженерни войски
  - Свързочни войски
  - Автомобилни войски (автотранспорт)
  - Железопътни войски (строеж и ремонт на жп линии)
  - Пътни войски (строеж и ремонт на шосейната мрежа)
  - Тръбопроводни войски

### Оперативно-стратегическа организация
Силите са организирани в пет обединени стратегически командвания, включващи съединения на видовете войски. Ракетните войски със стратегическо назначение и Въздушно-десантните войски са извън състава на тези командвания, на централно подчинение на Генералния щаб.
Генерален щаб на Въоръжените сили на Руската федерация (Москва)
- Ракетни войски със стратегическо назначение
- Въздушно-десантни войски
- Сили със специално назначение (Спецназ) на Главното разузнавателно управление (ГРУ) на Генералния щаб на ВСРФ

Западен военен окръг (щаб в Санкт Петербург)
- части и съединения на окръжно подчинение
- Сухопътни войски:
  - части и съединения на окръжно подчинение
  - 1-ва Гвардейска танкова червенознаменна армия (Одинцово, Московска област)
  - 6-а Общовойскова червенознаменна армия (Санкт Петербург)
  - 20-а Гвардейска общовойскова червенознаменна армия (Воронеж)
- Въздушнокосмически сили:
  - 6-а Ленинградска червенознаменна армия на ВВС и ПВО (Санкт Петербург)
- Военноморски флот:
  - Двукратно червенознаменен Балтийски флот

Южен военен окръг (щаб в Ростов на Дон)
- части и съединения на окръжно подчинение
- Сухопътни войски:
  - части и съединения на окръжно подчинение
  - 49-а Общовойскова армия (Ставропол)
  - 58-а Общовойскова армия (Владикавказ)
  - военни бази зад граница:
    - 4-та Гвардейска военна Вапнярско-Берлинска червенознаменна, носител на ордени Суворов и Кутузов база (Цхинвали, Южна Осетия)
    - 102-ра Военна база (Гюмри, Армения)
    - 7-а Военна Краснодарска червенознаменна, носител на ордени Кутузов и Червена звезда база (Гудаута, Абхазия)
- Въздушнокосмически сили:
  - 4-та Червенознаменна армия за ВВС и ПВО (Ростов на Дон)
- Военноморски флот:
  - Червенознаменен Черноморски флот (Севастопол)
  - Червенознаменна Каспийска флотилия (Астрахань)
- Национална гвардия (подразделения за вътрешна сигурност на директно подчинение на Президента на Руската федерация. Формирана е на базата на разпуснатите Вътрешни войски на руското МВР).

Централен военен окръг (щаб в Екатеринбург)
- части и съединения на окръжно подчинение
- Сухопътни войски:
  - части и съединения на окръжно подчинение
  - 2-ра Гвардейска общовойскова червенознаменна армия (Самара)
  - 41-ва Общовойскова червенознаменна армия (Новосибирск)
- Въздушнокосмически сили:
  - 14-а Армия за ВВС и ПВО (Екатеринбург)

Източен военен окръг (щаб в Хабаровск)
- части и съединения на окръжно подчинение
- Сухопътни войски:
  - части и съединения на окръжно подчинение
  - 5-а Общовойскова червенознаменна армия (Уссурийск)
  - 29-а Общовойскова армия (Чита)
  - 36-а Общовойскова армия (Улан-Удэ)
  - 35-а Общовойскова червенознаменна армия (Белогорск-24)
  - 68-и армейский корпус (Горячие Ключи, o. Сахалин)
- Въздушнокосмически сили:
  - 11-а Червенознаменна армия за ВВС и ПВО (Хабаровск)
  - 4 самостоятелни бригади на Войските за въздушно-космическа отбрана
- Военноморски флот:
  - Червенознаменен Тихоокеански флот

Обединено стратегическо командване „Север“ (Североморск)
- Военноморски флот:
  - Червенознаменен Северен флот
- Сухопътни войски:
  - в процес на формиране на арктически мотострелкови бригади
- Въздушнокосмически сили:
  - в процес на формиране на армия за ВВС и ПВО

### Персонал
Всяка година в армията влизат на служба около 500 000 младежи, част от задължителната военна служба за срок от 12 месеца.
Основен проблем е така наречената „дедовщина“. Това е проблем, съществуващ още от времето на Червената армия. Представлява малтретиране на новопостъпилите от страна на по-големите. На много места из страната е считан за обичай, но Руското командване се опитва да го елиминира, като намалява времето за военна служба.

### Бюджет
През 2009 военният бюджет е бил $60 млрд. Всяка година той нараства значително с няколко процента. По изчисления сега, през 2011, трябва да е приблизително $70 – 80 млрд., което би го поставило на 4-та или 3-та позиция по големина в света.

## Оборудване

### Сухопътни войски
Сухопътните войски разполагат с огромно количество танкове, БМП, БТР и други бронирани бойни машини. Част от тях се държат в резерв. Бройките са приблизителни.
- Танкове – 23 000
- БМП – над 15 000
- БТР – 10 000
- Буксируеми артилерийски установки – 12 800
- Самоходни артилерийски установки – 6000
- Залпови ракетни установки – 4500
- Миномети – 6600
- Самоходни зенитно-ракетни комплекси – 2500

### Военноморски флот
- Атомни подводници: 40
- Дизелови подводници: 18
- Самолетоносачи: 1
- Тежки атомни крайцери: 4
- Крайцери: 4
- Разрушители: 22
- Фрегати: 4
- Корвети: 74

### Военновъздушни сили
- Изтребители: 1428
- Бомбардировачи: 755
- Бойни вертолети: ~420
- Разузнавателни самолети: 167
- Транспортни самолети: 264
- Транспортни вертолети: ~540
- Въздушни командни постове: 4
- Самолети за въздушно презареждане: 20

## Ядрени оръжия
Руската федерация притежава най-големият ядрен арсенал в света, включващ 6681 стратегически ядрени оръжия в пълна бойна готовност, и още по-голям брой тактически такива. Ракетните войски разполагат с близо 500 ракети, които могат да пренасят до 1800 бойни глави, флота – с 12 подводници с 609 бойни глави и военновъздушните сили – с близо 240 бомбардировача, способни да пренасят до 900 крилати ракети. Най-далекобойната руска ракета е Р-36, с обсег до 15 200 км, което позволява нанасяне на ядрен удар по всяка точка на планетата. Р-36 е и една от най-бързите балистични ракети в света със своята скорост от 8 км/сек. Русия е член на Договора за неразпространение на ядрените оръжия, и се сдобива с ядрено оръжие още през 1949 година. Страната активно разработва и произвежда нови типове ядрени бойни глави. Въпреки това руснаците отказват да намалят броя на малките тактически бойни глави и бомби, и официално заявяват, че биха ги използвали на бойното поле в случай на агресия срещу приятелска страна (Армения, Беларус, Сърбия, Казахстан, Киргизстан, Таджикистан). Вероятно Москва е предала знания за производство на тактическо ядрено оръжие на Северна Корея.

## Отбранителни и наблюдателни системи
Русия разполага със съвременни системи за широкомащабна отбрана. Приоритет за страната са системите за защита от чужди стратегически оръжия, най-вече ядрените оръжия на други страни.

### Отбранителни
- А-135 е сложна мрежа от военни съоръжения, включваща радари за ранно предупреждение с обсег до 6000 км, командни постове и ракетни шахти. Тя служи за защита на Москва (т.нар. „Московски ракетен щит“) и части от Европейска Русия от чужди ядрени атаки. Системата е активна и в процес на модернизация.
- Антей 2500 е мобилна система, разработена от зенитно-ракетния комплекс С-300, за защита на различни видове обекти от ядрени или конвенционални атаки с балистични ракети. Антей 2500 е високоиздръжлив комплекс, способен да прихваща разнообразни цели, и може да служи като ракетен щит със среден обсег.
- С-400 Триумф е модерен зенитно-ракетен комплекс, предназначен да замени С-300. С-400 превъзхожда най-добрата американска система MIM-104 Пейтриът, и може да прихваща и унищожава вражески балистични и крилати ракети, ядрени бойни глави и стелт-самолети.
- „Периметър“ е система за автоматично нанасяне на ответен удар при регистриране на ядрена атака срещу Русия.

### Наблюдателни
- Око е система от космически спътници от първо поколение, които засичат изстрелване на балистични и крилати ракети. Око осигурява пълно и денонощно наблюдение на всички военни обекти на САЩ, и частично наблюдение на военни обекти на други държави.
- СРПН-2 Прогноз служи като допълнение на системата Око, и освен ракети може да следи движението на самолети, вертолети, бойни кораби и подводници. Постоянно активни са само 2 спътника, а други 14 осигуряват частично наблюдение. Системата е в процес на разширяване.
- Окно е оптико-електронен комплекс за космическо наблюдение на територията на Таджикистан. Окно може да наблюдава космическото пространство най-малко 300 дни в годината, и може да следи обекти, отдалечени на разстояние до 40 000 км от Земята.

### В процес на разработка
- С-500 Самодържец е подобрен вариант на С-400 Триумф, в процес на разработка. Установката има обсег до 3500 км.

## Други
На руската армия е наречена улица „Руски воин“ в квартал „Бенковски“ в София (Карта).